# Stefania Wołynka
Stefania Wołynka (ur. 21 września 1914 w Łuszczanowie, zm. 30 kwietnia 1984 w Warszawie) – polska pielęgniarka i nauczycielka pielęgniarstwa.

## Życiorys
Była córką Ludwika Lisieckiego (nauczyciela gimnazjalnego) i Antoniny z domu Jelak. Rodzina mieszkała w Rogoźnie. W wieku trzynastu lat zamieszkała na stancji w Poznaniu. W 1932 zdała maturę w Państwowym Gimnazjum im. Generałowej Zamoyskiej. Potem, do 1935 (przy sprzeciwie rodziców), uczyła się w Krakowie, na Uniwersyteckiej Szkole Pielęgniarek i Higienistek. Zatrudniła się jako instruktorka w Klinice Chirurgicznej prof. Rutkowskiego. W 1936 przeprowadziła się do Poznania i podjęła zatrudnienie w Katolickiej Szkole Pielęgniarstwa. Potem nauczała w Szkole Pielęgniarstwa Polskiego Czerwonego Krzyża.
Po napaści Niemiec na Polskę, w 1939 ewakuowała się z Poznania, ale wkrótce tam powróciła (jej pociąg został zbombardowany przez Niemców). Była pielęgniarką oddziału zakaźnego obozu jenieckiego w Biedrusku. W grudniu 1939 Niemcy aresztowali jej ojca (potem został on przez nich zamordowany), a resztę rodziny wysiedlili do Sokołowa Podlaskiego. Pracowała jako pielęgniarka w Karczewie nad Bugiem. W 1944 przeniosła się do Warszawy. Po upadku powstania warszawskiego została osadzona w dulagu w Pruszkowie, a potem w obozie w Złotym Potoku.
W 1946 została kierowniczką szkolenia teoretycznego w Szkole Pielęgniarstwa PCK. Od 1953 do sierpnia 1956 była kierowniczką w Państwowej Szkole Pielęgniarstwa nr 1 oraz w Państwowej Trzyletniej Szkole Pielęgniarstwa w Łodzi. W 1957 wstąpiła do Polskiego Towarzystwa Pielęgniarskiego. Była również zaangażowana w organizację Olimpiad Pielęgniarskich. Na emeryturę udała się we wrześniu 1969. Zmarła po długiej chorobie w Szpitalu Czerniakowskim w Warszawie.

## Publicystyka
Wydała następujące podręczniki pielęgniarstwa:
- „Technika zabiegów pielęgniarskich” (PZWL, 1956)[1], tłumaczona na język rosyjski dla Mongolii[2],
- „Pielęgniarstwo ogólne”[1] (1965[2]).

Obie pozycje były wznawiane kilka razy.

## Rodzina
Jej mężem (od 1940) był Kazimierz Wołynka, nauczyciel, komendant oddziału Armii Krajowej, więzień Pawiaka, zamordowany przez Niemców w nieznanym miejscu.

## Odznaczenia
Otrzymała następujące odznaczenia:
- Krzyż Kawalerski Orderu Odrodzenia Polski (1971),
- Srebrny Krzyż Zasługi (1959),
- Odznaka Honorowa „Za Zasługi dla Rozwoju Województwa Poznańskiego” (1966),
- Odznaka „Za Wzorową Pracę w Służbie Zdrowia” (1956),
- tytuł honorowy „Zasłużony Nauczyciel Polskiej Rzeczypospolitej Ludowej (1978)[2].

## Upamiętnienie
Od 2018 jest patronką ulicy na Chartowie w Poznaniu, przy Szpitalu im. Józefa Strusia.